# مرگ در هنگام آمیزش جنسی رضایتمندانه
مرگ می‌تواند در آمیزش جنسی رضایت‌مندانه نیز رخ دهد. به طور کلی دلیل آن فشار فیزیکی ناشی از فعالیت یا اتفاقات غیرمعمول در محیط است. حسن تعبیرهای مختلفی برای مرگ در هنگام آمیزش جنسی وجود دارد مانند «مرگ در زین» یا در فرانسوی "la mort d'amour". آمیزش جنسی همواره با موارد مفید و همچنین خطرساز همراه بوده‌است. مرگ و میر در جریان آمیزش جنسی رضایت‌مندانه علت نزدیک به ۰٫۶ درصد از تمام مرگ‌های ناگهانی است. موارد متعدد و قابل توجه از مرگ افراد در هنگام آمیزش جنسی ثبت و گزارش شده‌است از جمله یک رئیس جمهور و یک نخست وزیر و یک پاپ.

## موارد معروف و ثبت‌شده

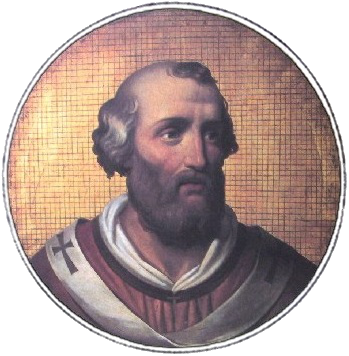
پاپ ژان دوازدهم (درگذشته ۹۶۴) احتمالا در حین آمیزش جنسی رضایت‌مندانه با معشوقه‌اش فوت کرده‌است.

- ژان دوازدهم در ۱۴ مه ۹۶۴; احتمالاً به خاطر سکته مغزی در هنگام آمیزش جنسی با زنی به نام استفانتا مرده‌است یا به خاطر ضربه چکشی که شوهر زن به در هنگام آمیزش جنسی به وی وارد کرد.[۲][۳]
- هنری جان تمپل، نخست وزیر انگلستان در سال ۱۸۶۵ وی احتمالا در هنگام سکس با یک کلفت فوت کرده‌است[۴] اما این علت مورد اختلاف است و برخی می‌گویند که وی به خاطر سینه‌پهلو فوت کرده‌است.[۵]
- فلیکس فوره، رئیس جمهور فرانسه بین ۱۸۹۵ تا ۱۸۹۹ در هنگامی که روی وی قضیب‌لیسی انجام می‌شد فوت کرد.[۶]
- نلسون راکفلر معاون رئیس‌جمهور سابق آمریکا و عضوی از خانواده راکفلر در سال ۱۹۷۹ در هفتادسالگی و به خاطر سکته قلبی ناشی از رسیدن به اوج لذت جنسی در هنگام آمیزش جنسی با منشی‌اش مگان مارشک فوت کرد.[۷]
- جک مک‌کانهی پدر متیو مک‌کانهی در سال ۱۹۹۲ در هنگام آمیزشی جنسی با همسرش، کیم، سکته قلبی کرد.[۸][۹]